# Caviinae
Los cavinos (Caviinae) son una subfamilia de roedores de la familia Caviidae. Están integrados por varios géneros extintos —solo conocidos por el registro fósil— y 3 géneros vivientes, cuyas especies habitan en gran parte de América del Sur —exceptuando la selva amazónica—, las que son denominadas comúnmente cuises, cuyes, cuís, apereás, conejos de cerco, etc. Su integrante más conocido es el cobayo o conejillo de indias, criado en todo el mundo como animal de compañía o convertido en animal de laboratorio.

## Taxonomía
La subfamilia Caviinae fue descrita originalmente en el año 1817 por el anatomista, naturalista, entomólogo y paleontólogo alemán —de origen sajón— Johann Fischer von Waldheim. Otras publicaciones la atribuyeron al zoólogo y naturalista inglés John Edward Gray, en el año 1821.
Etimología
Etimológicamente, el término Caviinae deriva del nombre de su género tipo, Cavia, sustantivo femenino que es una latinización del término portugués antiguo savia o çaviá, el cual había llegado del tupí sabúia o sawiya, que significa ‘rata’.

### Subdivisión
Esta subfamilia está integrada por 3 géneros vivientes:
- Galea Meyen, 1832
- Cavia Pallas, 1766
- Microcavia Gervais & Ameghino, 1880[5]

Además, se incluyen en Caviinae, por lo menos, otros 3 géneros, creados sobre muestras fósiles:  
- † Dolicavia Ameghino, 1916
- † Neocavia Kraglievich, 1932[6]
- † Palaeocavia Ameghino, 1889[7]

Otros géneros (o especies) también fueron atribuidos a esta subfamilia, pero son de taxonomía dudosa por haber sido creados con muestras exiguas o se han fundado sobre material muy fragmentario para diagnosis de taxones de Caviidae (algunos de los cuales podrían pertenecer a Dolichotinae o ser sinónimos):
- † Allocavia Pascual, 1962[8]
- † Macrocavia Rusconi, 1933
- † Neoprocavia Ameghino, 1889
- † Pliodolichotis Kraglievich, 1927[9]
- † “Prodolichotis” pridiana Fields, 1957[10][11]

Caviops Ameghino, 1908 fue sinonimizado con Microcavia; a Propediolagus Ortega-Hinojosa, 1963 se lo sinonimizó con Dolicavia y a Pascualia Ortega-Hinojosa, 1963 se hizo lo propio con Galea.
|  |  |  |

### Historia taxonómica
Caviinae se habría originado durante el Mioceno tardío o superior  (edad mamífero Huayqueriense). La subfamilia ha sufrido inestabilidad en sus clasificaciones, debido a que su sistemática se había basado únicamente sobre similitudes de caracteres externos y esqueléticos.
En el año 1932, Lucas Kraglievich describió Prodolichotis refiriéndole varias especies definidas en base al cráneo y a material de mandíbulas. Aunque el género necesita revisión, sus especies son incluidas en Dolichotinae, exceptuando “Prodolichotis” pridiana, que se considera un taxón perteneciente a Caviinae.
En el año 1914, Orthomyctera fue sinonimizado con Dolichotis por C. Rovereto, pero en 1932 Lucas Kraglievich lo rehabilitó como entidad genérica propia; posteriormente fue asignado a Dolichotinae por A. Castellanos, Enrique J. Ortega Hinojosa, Rosendo Pascual, D. Gondar y E. P. Tonni. Otros lo incluyen en Caviinae, con excepción de "“Orthomyctera” chapalmalense", que no debe incluirse en este género —como ya lo había sugerido Kraglievich—, incorporándose en cambio a Dolichotinae.
El género brasileño viviente Kerodon también fue incluido en Caviinae, hasta que, como resultado de estudios filogenéticos moleculares, se lo encontró más relacionado con Hydrochoerus, por lo que pasó a ser agrupado en Hydrochoerinae.
Dentro de Caviinae, Galea sería el nodo basal, siendo hermano del que contiene a Cavia y Microcavia.

## Características
Poseen un cuerpo rechoncho, patas cortas, incisivos blancos, amarillentos o anaranjados, orejas pequeñas, cola muy corta y pelaje acanelado, grisáceo o pardusco con pelos agutí, siendo más claro ventralmente. Sus pesos varían desde 200 g (Galea y Microcavia) a 1200 g (Cavia).
Los Caviinae se caracterizan por presentar el ancho interorbitario marcadamente menor que el de la caja craneana; el largo de la serie P4-M3 menor que el largo del diastema; el foramen nasolacrimal expuesto lateralmente en el maxilar y M3 con bordes divergentes.

## Costumbres
Todas las especies que integran esta subfamilia tienen dietas estrictamente herbívoras, consumiendo hojas, flores, semillas y frutos, a los que, en el caso de algunos componentes, pueden alcanzar subiendo a ramas de arbustos o árboles, si bien no tienen adaptaciones especiales o una morfología adecuada para trepar. Son animales sociales que viven en colonias estructuradas con jerarquías, se alimentan en superficie y buscan refugio en galerías entre la vegetación o cuevas, según la especie, utilizando para su traslado carriles de uso continuo. No hibernan, manteniendo todo el año una actividad diurna o crepuscular.
Suelen parir de 1 a 5 crías, las que ya nacen con pelaje denso y capacidad para correr y tomar alimentos sólidos, aunque son amamantados durante varias semanas. Si el clima es benigno y el alimento es abundante, pueden producir camadas continuas, con hasta 5 partos anuales. Según la región, suelen ser presas habituales de grandes lagartos (Dracaena, Salvator o Tupinambis), ofidios, mamíferos carnívoros —como mustélidos, zorros y felinos— así como por una amplia diversidad de aves de presa.

## Distribución y hábitat
Los representantes vivientes se distribuyen desde Colombia, Venezuela, las Guayanas, Brasil, Ecuador, Perú, Bolivia, Paraguay, toda la Argentina y Uruguay y en el norte y sur de Chile hasta las proximidades del extremo sur de la masa continental sudamericana.
Viven bajo climas tropicales, templados o fríos, en especial en paisajes abiertos, con arbustos, matorrales y árboles dispersos, en regiones áridas o semiáridas y en altitudes desde el nivel del mar hasta alrededor de 5000 m s. n. m. en la sección media de la cordillera de los Andes. También hay especies en ambientes de bosques húmedos o selvas, pero sin penetrar en forestas densas, prefiriendo zonas de borde, transicionales, áreas alteradas, márgenes de caminos, vías férreas, agroecosistemas, etc. Una buena cobertura vegetal les brinda protección, mientras que claros cespitosos le proveen de sectores donde alimentarse.